# Corea del Nord ai Giochi della XXXI Olimpiade
La Corea del Nord ha partecipato ai Giochi della XXXI Olimpiade, che si sono svolti a Rio de Janeiro, Brasile, dal 5 al 21 agosto 2016, con una delegazione di 31 atleti impegnati in 9 discipline. Portabandiera alla cerimonia di apertura è stata la sollevatrice Choe Jon-Wi, alla sua prima Olimpiade.
La rappresentativa nordcoreana ha conquistato in tutto sette medaglie: due d'oro, tre d'argento e due di bronzo, che sono valse il trentaquattresimo posto nel medagliere complessivo.

## Medagliere

### Per disciplina
| Sport             | Oro | Argento | Bronzo | Totale |
| ----------------- | --- | ------- | ------ | ------ |
| Sollevamento pesi | 1   | 3       | 0      | 4      |
| Ginnastica        | 1   | 0       | 0      | 1      |
| Tiro              | 0   | 0       | 1      | 1      |
| Tennistavolo      | 0   | 0       | 1      | 1      |

### Medaglie
| Medaglia | Atleta        | Sport             | Evento                    |
| -------- | ------------- | ----------------- | ------------------------- |
| Oro      | Rim Jong-sim  | Sollevamento pesi | 75 kg femminile           |
| Oro      | Ri Se-gwang   | Ginnastica        | Volteggio maschile        |
| Argento  | Om Yun-Chol   | Sollevamento pesi | 56 kg maschile            |
| Argento  | Choe Hyo-sim  | Sollevamento pesi | 63 kg femminile           |
| Argento  | Kim Kuk-hyang | Sollevamento pesi | +75 kg femminile          |
| Bronzo   | Kim Song-i    | Tennistavolo      | Singolo femminile         |
| Bronzo   | Kim Song-guk  | Tiro              | Pistola 50 metri maschile |